# Seznam slovenskih glasbenih skupin
Seznam slovenskih glasbenih skupin je krovni seznam glede na področje delovanja, (nekatere glasbene skupine se lahko nahajajo v več seznamih). V obsegu posameznih seznamov so vključeni predvsem slovenske glasbene skupine. Za glasbene skupine, ki delujejo predvsem v tujini, glej seznam glasbenih skupin.

## A
- seznam slovenskih alternativnih glasbenih skupin

## B
- seznam slovenskih blues skupin

## D
- Seznam slovenskih dance skupin

## M
- seznam slovenskih metal skupin

## N
- seznam slovenskih narodnozabavnih ansamblov

## P
- seznam slovenskih pop skupin
- seznam slovenskih punk skupin

## R
- seznam slovenskih rock'n'roll skupin
- seznam slovenskih rap skupin
- seznam slovenskih rock skupin